# Бедражій-Век
Бедражій-Век (рум. Bădragii Vechi) — село в Єдинецькому районі Молдови. Утворює окрему комуну. Раніше село входило до Бричанської волості Хотинського повіту.